# William Jones (filolog)

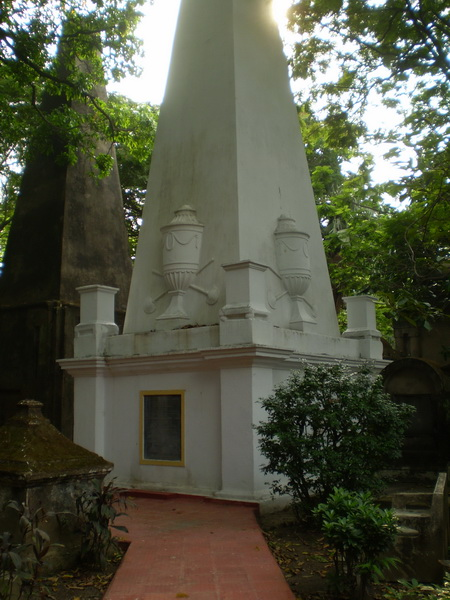
Jonesův hrob v Kalkatě

Sir William Jones (28. září 1746 Londýn – 27. dubna 1794 Kalkata) byl anglický právník, indolog, indoevropeista, básník a šachový historik. Od roku 1783 byl soudcem nejvyššího soudu v Kalkatě. Dodnes je znám především svými studiemi o sanskrtu a indoevropské jazykové rodině.

## Jones jako filolog
Sir William Jones se věnoval klasickým jazykům, arabštině, perštině a sanskrtu (údajně ovládal desítky jazyků). Objevil, že indický jazyk sanskrt je spřízněn s latinou a řečtinou – traduje se (nesprávně), že jako první postuloval existenci indoevropských jazyků a položil tím základ dalšímu bádání. Jones se věnoval překládání indické literatury a položil také základy studia íránských jazyků v Evropě. Roku 1786 proslovil slavnou přednášku, z níž bývá citován zejména tento úryvek: [zdroj?]
„The Sanscrit language, whatever be its antiquity, is of a wonderful structure; more perfect than the Greek, more copious than the Latin, and more exquisitely refined than either, yet bearing to both of them a stronger affinity, both in the roots of verbs and the forms of grammar, than could possibly have been produced by accident; so strong indeed, that no philologer could examine them all three, without believing them to have sprung from some common source, which, perhaps, no longer exists.“

## Jones jako šachový historik a básník
Jones nebyl jen filologem, ale také šachovým historikem a básníkem. Byl zastáncem teorie o vzniku šachu v Indii a ve svých didaktických básních Advertisement to Caissa a Caissa, or the Game of Chess zpodobnil postavu dryády Caissy, která je dnes považována za múzu nebo bohyni šachu. Básně jsou napsány podle latinské básně Scacchia, Ludus z roku 1527 o vynalezení šachů olympskými bohy od italského básníka a pozdějšího biskupa z Alby Marca Hieronyma Vidy (asi 1485 – 1566), ve které se píše, že šachy byly vynalezeny proto, aby jejich předvedení pomohlo nešťastně zamilovanému bohovi Martovi získat dryádinu přízeň.

## Publikace
- The Sanscrit Language (1786) – v tomto díle formuloval hypotézu, že sanskrt, řečtina a latina jsou příbuzné jazyky a že se vyvinuly ze společného prajazyka
- On the Indian Game of Chess (1790, O indické hře v šachy) – historická studie, ve které je Jones zastáncem teorie o vzniku šachů v Indii v 5.–6. století.